# مايك دوماس
مايك دوماس (بالإنجليزية: Mike Dumas)‏ هو لاعب كرة قدم أمريكية أمريكي، ولد في 18 مارس 1969 في غراند رابيدز في الولايات المتحدة.

## وصلات خارجية
- مايك دوماس على موقع مرجع كرة القدم المحترفة.كوم (الإنجليزية)